# 우루과이의 경제
우루과이의 경제는 높은 수준의 사회적 지출과 함께 수출 지향적인 농업 부문과 잘 교육된 노동력을 특징으로 한다. 우루과이는 국제 금융과 관광의 중심지 역할을 하고 있다. 우루과이는 또한 20세기 초에 노조와 주 8시간 노동이 보호되는 등 선진 노동자 권리 보호에 대한 역사와 대표성을 가지고 있다.
국가 인구의 90%가 도시화되었지만 산업과 인구의 절반 이상이 수도 몬테비데오에 집중되어 있다.
우루과이의 경제는 1996년~1998년 연평균 5%의 성장률을 기록한 후 1999년부터 2002년까지 큰 이웃 국가인 아르헨티나와 브라질의 경제 문제에서 비롯된 심각한 침체를 겪었다. 2001년~2002년 아르헨티나의 은행 예금이 동결되자 아르헨티나 시민들이 우루과이 은행에 예치된 달러를 대거 인출했고, 이로 인해 우루과이 페소화 가치가 폭락하면서 2002년 우루과이 은행 위기가 발생했다.

## 통화
우루과이는 부분적으로 달러화된 경제를 가지고 있다. 2008년 8월 현재 은행 대출의 거의 60%가 미국 달러를 사용하지만, 대부분의 거래는 우루과이 페소를 사용한다. 오늘날 우루과이 페소는 1, 2, 5, 10, 50 페소 동전과 20, 50, 100, 200, 500, 1000, 2000 페소 지폐로 주조된다.

## 부문

### 농업, 직물 및 가죽
우루과이의 역사를 통틀어, 그들의 가장 강력한 수출 산업은 소고기와 양모였다. 쇠고기 수출의 경우 우루과이가 1991년 메르코수르 협정에 가입하면서 일본 등 더 먼 시장까지 진출할 수 있게 된 이후 증가세가 두드러졌다. 모직 수출의 경우 뉴질랜드와 같은 시장의 다른 경쟁업체들과 2008년~2009년 선진국 경기침체 당시 수요 변동으로 인해 최근 몇 년간 실적이 그리 좋지 않았다. 동시에 목재 정련이 국내에서 유지되면서 임업은 최근 몇 년 동안 성장 산업이 되었다. 2018년에는 쌀 136만 톤, 콩 133만 톤, 옥수수 81만 6천 톤, 보리 63만 7천 톤, 밀 44만 톤, 사탕수수 35만 톤, 오렌지 10만 6천 톤, 포도 10만 4천 톤, 유채 9만 톤, 감자 8만 7천 톤, 수수 7만 6천 톤, 71세귤 5만 2천 톤, 귀리 4만 8천 톤, 사과 4만 8천 톤, 기타 농산물의 소량 생산했다. 우루과이는 또한 주요 육류 생산국이다. 2018년에는 589,000톤의 쇠고기를 생산했다.

### 에너지
우루과이의 에너지는 우루과이의 에너지와 전기 생산, 소비, 수입을 의미한다.
우루과이는 기후 완화 조치와 에너지 전환의 일환으로 전력망의 95% 이상을 지속 가능한 에너지원으로 전환했다(태양광, 풍력, 수력).
화석연료는 주로 우루과이로 수입되어 운송, 산업용, 가정요리와 같은 용도로 사용된다.

### 광업
비록 이 부문은 나라의 경제에 크게 기여하지 않지만, 최근 몇 년간 금과 시멘트 생산과 화강암 채취에 약간의 활동이 있었다.

### 플라스틱
우루과이는 1991년과 1997년 두 번의 주요 투자로 인해 가장 중요한 수출품은 플라스틱이다. 이러한 투자는 우루과이 경제에 매우 중요한 역할을 한 플라스틱 기반 제품의 실질적인 수출의 길을 열어주었다.

### 통신
유선 부문에 대한 투자 수준이 낮음에도 불구하고 우루과이의 적은 인구 규모 덕분에 남아메리카에서 가장 높은 텔레메디언트 수준 중 하나를 달성하고 본선의 100% 디지털화에 도달할 수 있었다. 통신 부문은 몇 년 동안 국가 독점 하에 있었지만, 자유화를 도입하고 더 많은 기업의 셀룰러 부문 진출을 허용하기 위한 조항이 만들어졌다.

### 여행 및 관광업
2013년 여행과 관광은 이 나라 GDP의 9.4%를 차지했다. 이들의 관광산업은 주변국 방문객이 몰리는 것이 주된 특징이다. 현재 우루과이의 주요 명소는 인테리어로, 특히 푼타델에스테 주변 지역에 위치해 있다.